# Веретенников, Александр Иванович
Александр Иванович Верете́нников (1918—2001) — российский учёный в области разработки методов и аппаратуры для измерения параметров ядерного оружия, лауреат государственных премий.

## Биография
Родился 16 августа 1918 года в Щёлкове.
В мае 1941 года окончил военный факультет МИИС по специальности «военный инженер-электрик радиоспециальности». Стаж военной службы — с 1 сентября 1938 года.
Участник Великой Отечественной войны. Инженер-майор, инженер-подполковник, последняя должность — начальник мастерских Центрального склада наркомата обороны.
В 1948—1966 годах работал в РФЯЦ-ВНИИЭФ (Арзамас-16), в 1960—1966 годах заместитель главного конструктора по внешним испытаниям — начальник сектора.
Был в числе физиков-экспериментаторов, участвовавших в подготовке испытания бомбы РДС-1 29 августа 1949 года.
В 1966—1987 годах — директор и научный руководитель НИИ импульсной техники (НИИИТ), г. Москва, затем до последних дней жизни главный научный сотрудник там же.
Доктор физико-математических наук, профессор.
Умер 5 октября 2001 года в Москве. Похоронен на Троекуровском кладбище, участок 4.

## Награды и премии
- Сталинская премия третьей степени (1953) — за ядерно-физические исследования, связанные с разработкой и испытанием изделия РДС-6с
- Ленинская премия (1962) — за разработку методик проведения испытаний в условиях полигона,
- Государственная премия СССР (1984) — за разработку специальной технологии проведения ядерных экспериментов.
- заслуженный деятель науки РФ (1999)
- орден «Знак Почёта» (8.12.1951)
- орден Красной Звезды (5.11.1954)
- орден Трудового Красного Знамени (1954)
- орден Ленина (1971)
- орден Октябрьской революции (1981)
- орден Отечественной войны II степени (6.04.1985)
- медали
  - медаль «За боевые заслуги» (20.06.1949)

Сочинения:
- Детекторы импульсного ионизирующего излучения [Текст] / З. А. Альбиков, А. И. Веретенников, О. В. Козлов ; Под ред. А. И. Веретенникова. — Москва : Атомиздат, 1978. — 173 с. : ил.; 21 см.
- Методы исследования импульсных излучений / А. И. Веретенников, В. М. Горбачев, Б. А. Предеин. — М. : Энергоатомиздат, 1985. — 152 с.; 21 см.
- Вакуумные фотоэлектронные приборы для измерения импульсных излучений / А. Г. Берковский, А. И. Веретенников, О. В. Козлов. — М. : Энергоатомиздат, 1982. — 165 с. : ил.; 21 см.
- Средства диагностики однократного импульсного излучения : Научно-технический сборник по материалам Научно-исследовательского института импульсной техники (НИИИТ) / Сост. А. И. Веретенников, К. Н. Даниленко. — Москва : ИздАТ, 1999. — 251 с. : ил.; 22 см; ISBN 5-86656-087-9
- Рядом с атомной бомбой [Текст] : записки эксперта-физика : [к 100-летию со дня рождения] / [Александр Иванович Веретенников]. — 2-е изд., доп. — Тамбов : Юлис, 2018. — 179 с. : ил., портр., цв. ил., портр.; 19х22 см; ISBN 978-5-98662-140-1 : 500 экз.
- На службе атому : Некоторые итоги / А. И. Веретенников. — М. : ИздАТ, 2000. — 89 с., [8] л. портр. : портр., факс.; 22 см; ISBN 5-86656-101-8
- И в шутку, и всерьез : Рассказы атомщиков : Сборник / Сост. А. И. Веретенников. — Москва: ИздАТ, 1998. — 158 с., [8] л. ил., портр.: портр.; 20 см.: ISBN 5-86656-077-1
- Фольклор на службе атому: Сборник стихов и песен / Сост. А. И. Веретенников. — [1-е изд.]. — Москва: ИздАТ, 1996. — 159 с. : ил.; 20 см; ISBN 5-86656-054-2